# 639 a.C.
Il 639 a.C. (DCXXXIX a.C. in numeri romani) è un anno  del VII secolo a.C.

## Morti
- Amon, re